# Ruslana
Ruslana Stepanivna Lyžyčková (ukrajinsky Руслана Степанівна Лижичко, Ruslana Stepanivna Lyžyčko; * 24. května 1973 Lvov, Ukrajinská SSR, Sovětský svaz) je ukrajinská popová zpěvačka, pianistka, skladatelka a producentka. Je vítězkou Eurovision Song Contest 2004, World Music Awards a držitelkou řady dalších významných ocenění. 

Již od útlého dětství se věnovala zpěvu v různých souborech a skupinách a vzdělávala se na poli hudby. Má diplom z hraní na klavír a z dirigování. Umí dirigovat 120členný orchestr a již dirigovala například ve Lvovském divadle opery a baletu.
| „                      | Stala jsem se i producentkou. Tuhle práci považuji za nejdůležitější. Zpěvák nebo skladatel se může splést, ale producent nesmí udělat žádnou chybu. Na tom může celý projekt ztroskotat. Doufám, že mě Evropa uvidí také jako dirigentku. Sním o tom, že jednou vyjedeme na turné s velkým orchestrem, baletem a naší kapelou. | “ |
| — Ruslana pro iDnes.cz | |   |

Jejím manželem a zároveň manažerem je Olexandr Xenofontov, za něhož se provdala 27. prosince 1995. Od roku 1993 společně provozují firmu Luxen Studio, zabývající se tvorbou rádiových a filmových teaserů.
Kariéru započala vítězstvím na soutěži Slovjanskyj Bazar 1996. Později pracovala na televizním projektu Vánoce s Ruslanou. Její první album Myť vesny. Dzvinkyj viter live vydané v roce 1998 obdrželo velmi pozitivní hodnocení od kritiků. Ve své další práci se zaměřila na Huculský projekt, který je neodmyslitelně spjat s pohořím Karpat a ukrajinskými tradicemi.
Slávu si získala vydáním singlu „Wild Dances“ z alba Dyki tanci (ukrajinsky Дикi танцi, anglicky Wild Dances, česky Divoké tance), kterého se prodalo jen na Ukrajině na 500 000 kopií. Ve své domovině za něj obdržela pět platinových desek. Přineslo jí také vítězství na prestižní soutěži Eurovision Song Contest 2004. V témže roce byla též hlavní hvězdou vyhlášení ankety Český slavík. Své písně a videoklipy si píše, komponuje i produkuje sama. Někdy bývá nazývána jako Shakira z Ukrajiny. Server Kulturák.cz o ní mluví jako o divoké krásce z východu či zvířecí energií nabité zpěvačce.
Roku 2008 vyšlo album Wild Energy. Obsahuje duety s americkými zpěváky T-Painem (píseň „Moon of Dreams“) a Missy Elliott (píseň „The Girl That Rules“) a je založené na knize Wild Energy. Lana. Své nové show s ním spojené poprvé představila v únoru téhož roku na národním kole Eurovize v ázerbájdžánském Baku. Ukrajinská verze tohoto alba se jmenuje Amazonka.
Ačkoliv byla pozvána jako zvláštní host, vyhrála Ruslana r. 2009 na Asijském hudebním festivalu dvě speciální ocenění.
Během roku 2006 byla zvolena poslankyní ukrajinského parlamentu.
UNICEF ji jmenoval Velvyslankyní dobré vůle Ukrajiny. Aktivně bojuje proti obchodování s lidmi a věnuje se i mnoha jiným charitativním projektům. Účastní se také iniciativy na potírání hudebního a softwarového pirátství.
Hovoří plynně rusky a ukrajinsky. Umí též anglicky a učí se německy. Jejím koníčkem je extrémní sport.

## Dětství
Ruslana se narodila 24. května 1973 ve Lvově na Ukrajině. Ukázalo se, že oba její rodiče, Nina a Stepan Lyžyčkovi, měli na její hudební kariéru určitý vliv.
Její matka byla sama profesionální muzikantkou v hudebním tělese Horizon a měla svůj podíl na tom, že Ruslana začala od svých čtyř let navštěvovat experimentální hudební školu a zpívat v kapelách a souborech. Těmi byly například již zmíněný Horizon, dále Orion nebo Smile vedený Arkady Kouzinem. Již tehdy si hudbu zamilovala a její nejoblíbenější hračkou se tak brzy stal mikrofon. Domnívá se, že její první vystoupení se konalo na festivalu Zlatý podzim, ze kterého si odnesla svou první cenu vůbec. Je absolventkou Lvivské národní hudební akademie Mykoly Lysenka, kterou vystudovala po základní škole matematického zaměření. Stala se tak diplomovanou pianistkou a dirigentkou symfonického orchestru. Tehdy se rozhodla, že do své kariéry zapojí prvky moderní i symfonické hudby.
V případě otce hrál důležitou roli jeho ukrajinský původ. Pochází ze západní části ukrajinských Karpat z lidí Huculu, které řadíme k etnografické skupině. Jejich starobylá kultura a tradice přinesla Ruslaně mnoho inspirace pro budoucí hudební projekty.

### Projekt Wild Dances

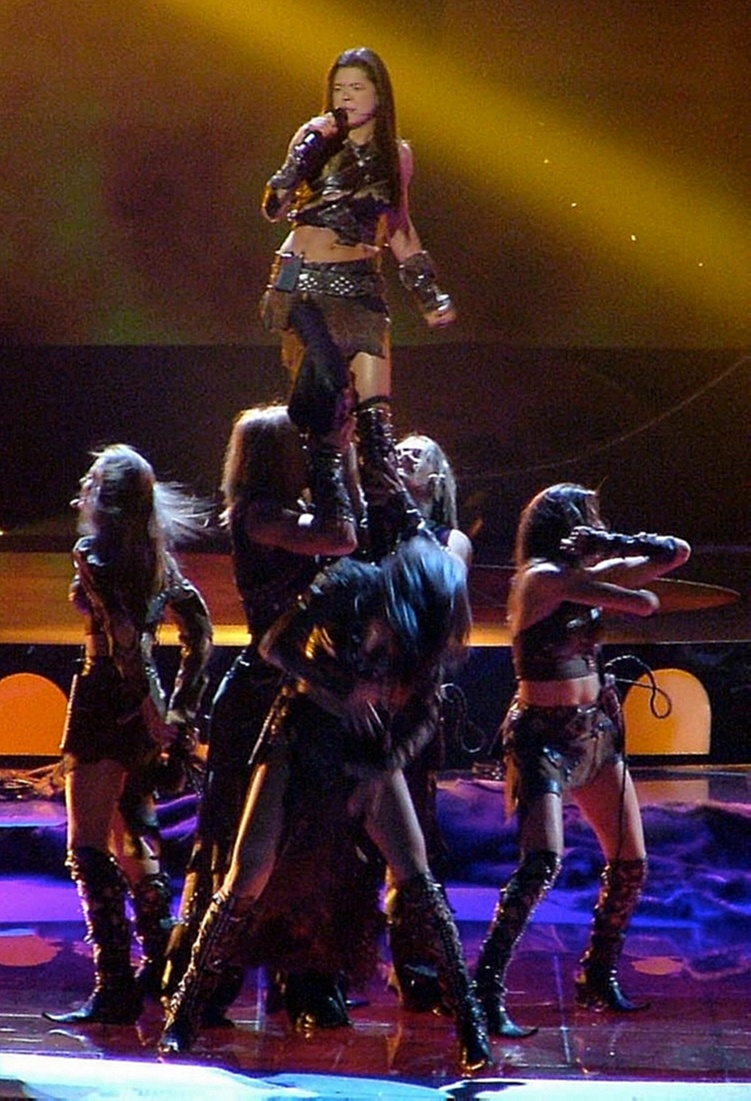
Ruslana zpívá „Wild Dances“ na Eurovizi 2004

## Hudební kariéra

### Projekt Wild Energy

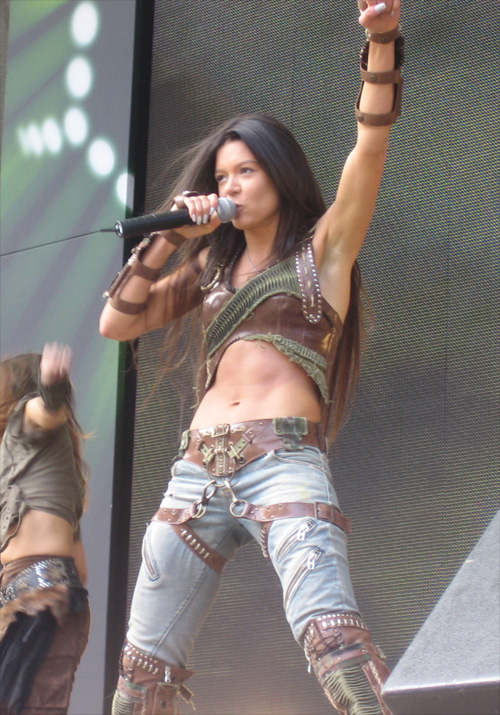
Ruslana Berlíně, Německo, 23. června 2006

Projekt s názvem Wild Energy je založen na vědeckofantastické novele spisovatelů Maryny a Sergije Diačenkových Wild Energy. Lana. Ve městě budoucnosti, které zažívá globální energetickou krizi, se lidem nedostává tzv. energie srdce. Lana, jedna z umělých obyvatel, se vydá hledat záhadný zdroj energie. Po mnoha dobrodružstvích objevuje, že divoká energie přichází z jejího vlastního srdce.
Wild Energy kombinuje umění hudby, videoprodukce, literatury i lidských aspektů. V červnu 2006 Ruslana prezentovala nový single a video „Dyka Enerhija“ ve stylu fantasy. V tomto videoklipu se změní ze syntetické blonďaté dívky jménem Lana do své divoké či ryzí podoby.
V březnu 2008 bylo na Ukrajině, v České republice a na Slovensku vydáno ukrajinské album Amazonka. Později téhož roku následovala anglická verze s názvem Wild Energy.
Ve čtvrtém pokračování počítačové hry Grand Theft Auto IV Ruslana hostuje ve virtuálním rádiu Vladivostok FM. Její píseň „Wild Dances“ figuruje jako součást jeho repertoáru.

## Politické aktivity
Na podzim 2004 Ruslana aktivně podporovala demokratické snahy na Ukrajině známé jako Oranžová revoluce, kterým věnovala svou píseň „Dance with the Wolves.“ Během sporných ukrajinských prezidentských voleb vyslovila svou podporu Viktoru Juščenkovi. Stala se jedním z hlavních představitelů, kteří oslovovali davy shromážděné na podporu Juščenkova tvrzení, že jeho prohra ve volbách byla výsledkem manipulace. Od jara 2006 do léta 2007 byla poslankyní ukrajinského parlamentu za stranu Naše Ukrajina.

## Sociální aktivity

### Projekt Not For Sale proti obchodování s lidmi
Ruslana byla organizací UNICEF jmenována Velvyslankyní dobré vůle Ukrajiny. Aktivně se zapojuje do boje proti obchodování s lidmi. V únoru 2008 vystoupila před 117 mezinárodními delegacemi na konferenci proti obchodování s lidmi ve Vídni v Rakousku pořádané UN.GIFT (anglicky The United Nations Global Initiative to Fight Human Trafficking). Její píseň „Not For Sale“ (česky „Není na prodej“) se stala symbolem kampaně.
Později Ruslana, UN.GIFT, Vital Voices a Evropská vysílací unie spojili své síly a za podpory německé ambasády v Kyjevě natočili nové video, které má za úkol varovat všechny potenciální oběti obchodování. Video je dostupné např. na oficiální stránce Ruslany. Přibylo tak ke dvěma jiným, které vydala již dříve.

### Ostatní sociální aktivity

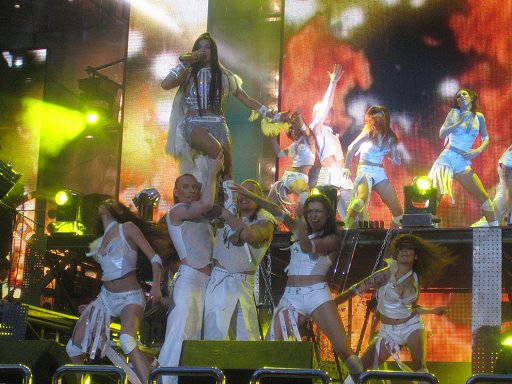
Ruslana zpívá na charitativním koncertu pro děti zasažené černobylskou katastrofou

Během konání Eurovision Song Contest 2005 v Kyjevě pořádala Ruslana charitativní koncert pro děti trpící následky černobylské tragédie. Pro další charitativní projekt spojila své síly s německou rockovou hvězdou jménem Peter Maffay. V dubnu až květnu 2007 uskutečnili společně s umělci z dalších 14 zemí čtyřtýdenní turné Německem. Výtěžek z akce byl opět věnován potřebným dětem.
Zinscenovala též četné charitativní koncerty ve prospěch dětských nemocnic v Kyjevě, Lvově a Dněpropetrovsku.
Svým projektem Wild Energy podporuje využívání obnovitelných zdrojů energie. Propaguje energii slunce, vody a větru jako druh energetické soběstačnosti. Chce, aby si lidé uvědomili nebezpečí plynoucí z globálních klimatických změn.
Poté, co byly rozsáhlé oblasti západní Ukrajiny zasaženy v červenci 2008 povodněmi, založila Ruslana koordinační a humanitární centrum Karpaty. Povodně. SOS! 2008. Jeho cílem je vytvořit seznam lidí v nouzi, zajistit naléhavou humanitární pomoc a shromažďovat a předávat obětem povodní dary od veřejnosti a dalších ukrajinských umělců a sportovců.

## Komerční aktivity
Nějaký čas byla Ruslana tváří společnosti Garnier na Ukrajině. Na jaře 2008 jí nabídla spolupráci firma L'Oréal.

## Zajímavosti
Ruslana je vysoká 164 cm a váží 49 kg. Má hnědé oči a kaštanové vlasy. Na své oficiální stránce se prezentuje jako charakterem divoká žena, která má ráda ultramarínově modrou barvu, Karpaty a extrémní sport. Příkladem může být její účast na známé soutěži družstev Klíče od pevnosti Boyard, vodní pevnosti ve Francii, kde soutěžící plní množství rozmanitých originálních úkolů, či na klání Bitva ukrajinských měst (ukrajinsky Битва українських міст) v Argentinském Buenos Aires. Jde o projekt televizní stanice Inter na motivy soutěže Wipeout, kde změřily své síly skupiny zastupující různá ukrajinská města složené vždy z jedné celebrity (kapitána) a čtyř dalších lidí na roztodivných překážkových drahách. Ruslana vedla tým ze Lvova.

## Ocenění a nominace
| Rok  | Soutěž nebo vyznamenání                  | Ocenění (případně co bylo oceněno)                                                                                   | Výsledek    |
| ---- | ---------------------------------------- | --- | ----------- |
| 1996 | Slavjanskyj Bazar (Bělorusko)            | První místo – „Oj, letily dyki husy“                                                                                 | Vyhrála     |
| 1999 | Osobnost roku                            | První místo | Vyhrála     |
| 1999 | Nejlepší píseň roku                      | První místo – „Svitanok“                                                                                             | Vyhrála     |
| 1999 | Nejlepší videoklip roku                  | První místo – „Svitanok“                                                                                             | Vyhrála     |
| 2004 | Eurovision Song Contest                  | První místo – „Wild Dances“                                                                                          | Vyhrála     |
| 2004 | Marcel Bezençon Awards                   | Nejlepší umělecký přednes – „Wild Dances“                                                                            | Vyhrála     |
| 2004 | World Music Awards                       | Nejprodávanější ukrajinský umělec – „Wild Dances“                                                                    | Vyhrála     |
| 2004 | Čestný titul z rukou prezidenta Ukrajiny | Národní umělkyně Ukrajiny                                                                                            | Vyznamenána |
| 2006 | Best of Eurovision (Německo)             | Nejlepší píseň Eurovize všech dob – „Wild Dances“                                                                    | Vyhrála     |
| 2009 | Asijský hudební festival                 | Cena za hudební přínos na poli kulturní výměny mezi Ukrajinou a Asií                                                 | Vyhrála     |
| 2009 | Asijský hudební festival                 | Cena pro nejlepšího umělce Asijského hudebního festivalu 2009                                                        | Vyhrála     |
| 2014 | Mezinárodní žena cen Courage Award       | Cena od amerického ministra za její vedení a vynikající odvahu obhajovat lidská práva, sociální pokrok a rovnost žen | Vyznamenána |

## Diskografie

### Alba
- 1998 – Myť vesny. Dzvinkyj viter live (Мить весни. Дзвінкий вітер live)
- 1999 – Ostanně Rizdvo 90-ch (Останнє Різдво 90-x)
- 2001 – Najkrašče (Найкраще)[35]
- 2002 – Dobryj večir tobi... (Добрий вечір тобі ...)
- 2003 – Dyki tanci (Дикі танці)
- 2004 – Dyki tanci + bonus Eurovíze (Дикі танці + Євробонус)
- 2004 – Wild Dances
- 2005 – Club'in
- 2008 – Amazonka (Амазонка)
- 2008 – Wild Energy
- 2012 – Euphoria (EY-fori-YA)[36]

### Singly

#### CD
Singlová alba vydaná oficiálně na samostatných CD.
| Rok  | Anglický název          | Přepis ukrajinského názvu | Ukrajinský název  |
| ---- | ----------------------- | ------------------------- | ----------------- |
| 2004 | „Wild Dances“           | „Dyki tanci“              | „Дикі Танці“      |
| 2004 | „Dance with the Wolves“ | „Tanci z vovkamy“         | „Танці з вовками“ |
| 2005 | „The Same Star“         | „Skažy meni“              | „Скажи мені“      |
| 2006 | „Wild Energy“           | „Dyka Enerhija“           | „Дика Енергія“    |

#### Rádiové singly
Singly v širším pojetí, především rádiové.
- Ve světě: „Wild Dances,“ „Dance with the Wolves,“ „The Same Star,“ „Ring Dance with the Wolves,“ „Moon of Dreams“
- Ukrajinské singly: „Znaju ja,“ „Kolomyjka,“ „Oj, zahraj my, muzyčeňku,“ „Skažy meni“ („The Same Star“), „V rytme serdca,“ „Dyka Enerhija,“ „Vidlunňa mrij,“ „Vohoň čy lid (Vse ne te),“ „Dykyj anhel,“ „Ja jdu za toboju“[38]

## DVD
| Rok  | Přepis ukrajinského názvu                                              | Ukrajinský název                                                        | Anglický název                       | Neoficiální český překlad                         |
| ---- | ---------------------------------------------------------------------- | ----------------------------------------------------------------------- | ------------------------------------ | ------------------------------------------------- |
| 1998 | „Rizdvo z Ruslanoju“                                                   | „Різдво з Русланою“                                                     | „Christmas With Ruslana“             | „Vánoce s Ruslanou“                               |
| 1999 | „Ostanně Rizdvo 90-ch“                                                 | „Останнє Різдво 90-х“                                                   | „The Last Christmas of the 90-ies“   | „Poslední Vánoce 90. let“                         |
| 2002 | „Rizdvjani lehendy“                                                    | „Різдвяні легенди“                                                      | „Christmas Legends“                  | „Vánoční legendy“                                 |
| 2003 | „Na Rizdvo do Lvivskoho“                                               | „На Різдво до Львівського“                                              | „Christmas with L'vivs'ke“           | „Na Vánoce do Lvova“                              |
| 2008 | „Klipy prektiv "Wild Energy"/"Amazonka" ta "Wild Dances"/"Dyki tanci"“ | „Кліпи проектів "Wild Energy"/"Амазонка" та "Wild Dances"/"Дикі танці"“ | „Wild Energy and Wild Dances videos“ | „Videoklipy z projektů Wild Energy a Wild Dances“ |

## Videoklipy
- 1998 – „Ty“ („Ти“)
- 1998 – „Myť Vesny“ („Мить весни“)
- 1998 – „Svitanok“ („Світанок“)
- 1998 – „Balada pro pryncesu“ („Балада про принцесу“)
- 1998 – „Kolyskova“ („Колискова“)
- 2000 – „Znaju ja“ („Знаю я“)
- 2001 – „Proščanňa s disko“ („Прощання з диско“)
- 2002 – „Dobryj večir, tobi…“ („Добрий вечір, тобі…“)
- 2003 – „Kolomyjka“ („Коломийка“)
- 2003 – „Oj, zahrajmy, muzyčeňku“ („Ой, заграйми, музиченьку“)
- 2004 – „Wild Dances“
- 2004 – „Dance with the Wolves“
- 2005 – „Ring Dance with the Wolves“
- 2005 – „The Same Star“
- 2005 – „V rytmi sercja“ („В ритмі серця“)
- 2006 – „Dyka Enerhija“ („Дика енергія“)
- 2008 – „Vidlunňa mrij“ („Відлуння мрий,“ ukrajinská verze videoklipu „Moon of Dreams“)
- 2008 – „Moon of Dreams“ (feat. T-Pain)
- 2008 – „Vohoň čy lid (Vse ne te)“ („Вогонь чи лід (Все не те)“)
- 2008 – „Dykyj anhel“ („Дикий ангел,“ ukrajinská verze videoklipu „Silent Angel“)
- 2008 – „Silent Angel“
- 2011 - „WOW„ (ukrajinská verze)
- 2011 - „Sha-la-la„ (ukrajinská verze)
- 2012 - „Davaj, hraj (Ogo, Ogo)„ (ukrajinská verze)
- 2012 - „Mij brat„ (ukrajinská verze)
- 2012 - „EY-fori-JA„ (ukrajinská verze)
- 2012 - „Rachmaninov„ (ukrajinská verze)
- 2013 - „WOW„ , „Sha-la-la„ , „My Boo„ , „This Is Euphoria„ a Rachmaninov (anglická verze klipů songů z roku 2011 a hlavně 2012)

## Galerie

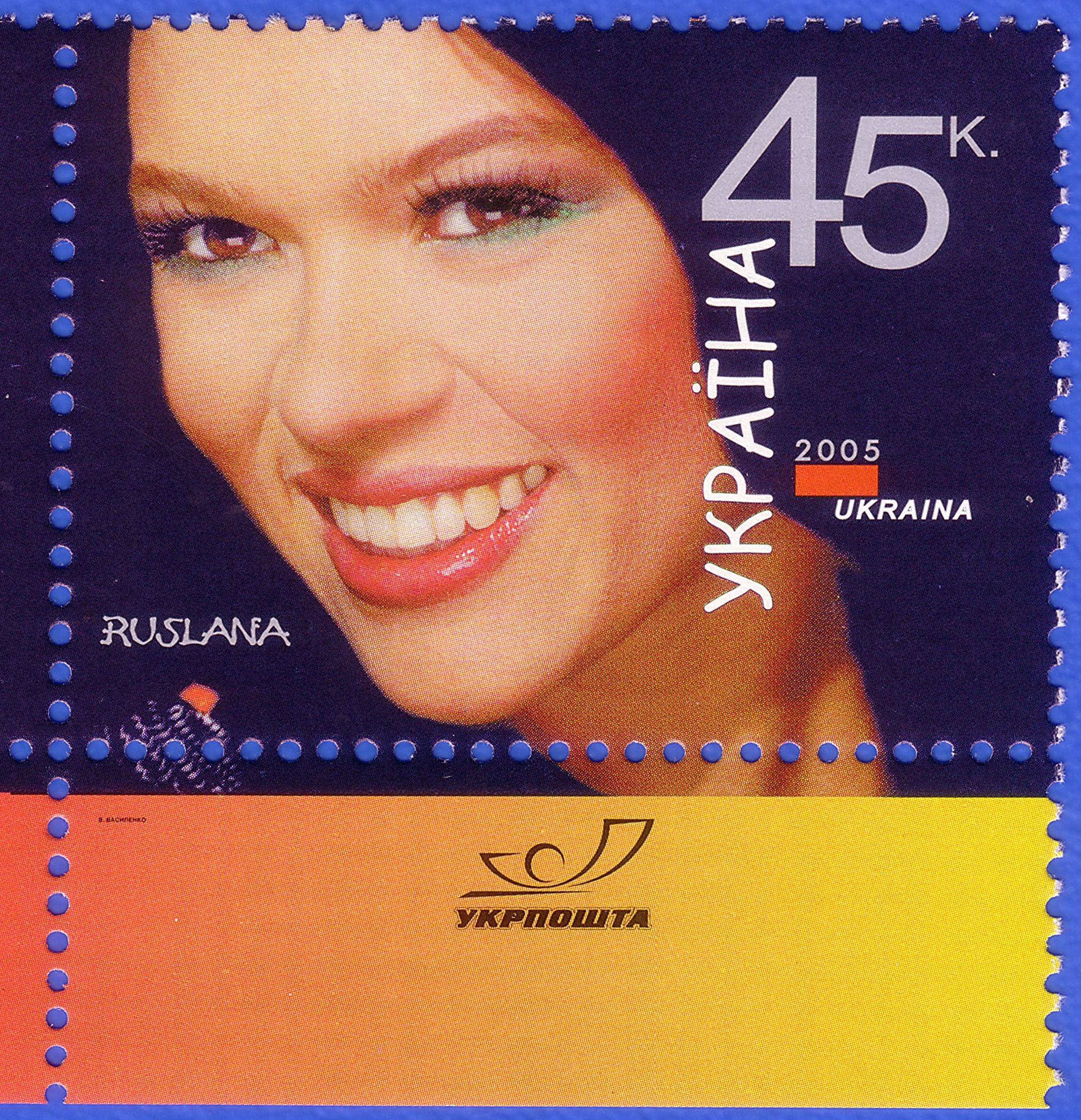
Ruslana na ukrajinské známce
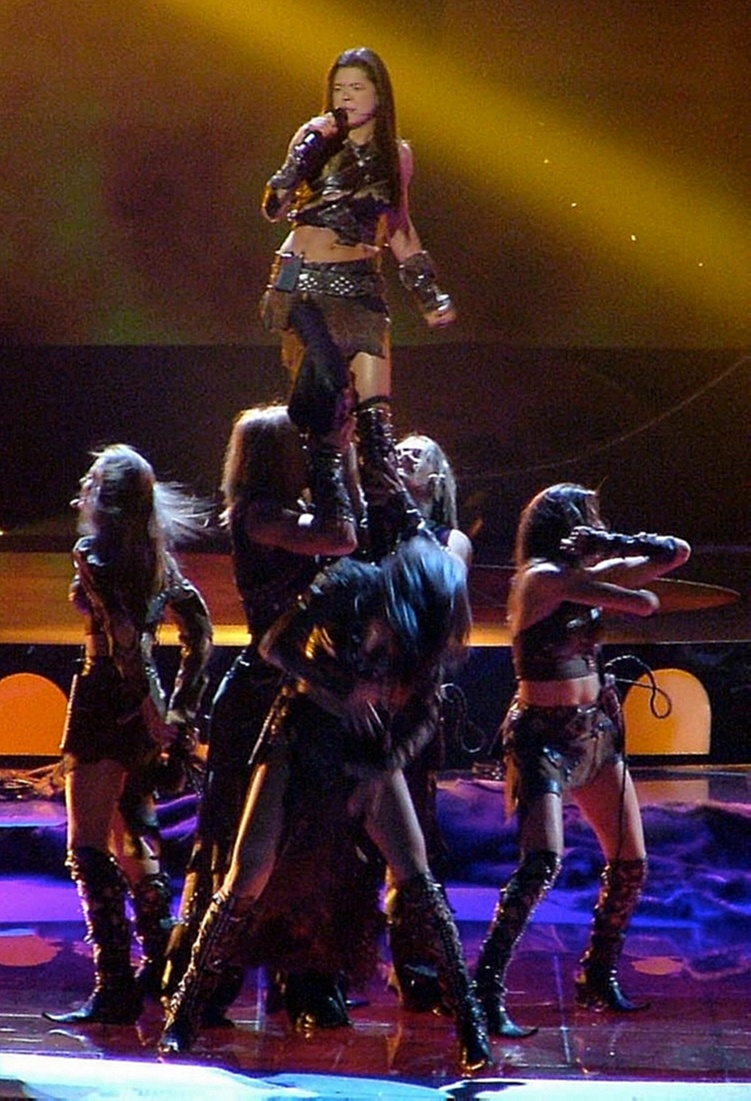
Ruslana na Eurovizi 2004, Istanbul, Turecko, 15. května 2004
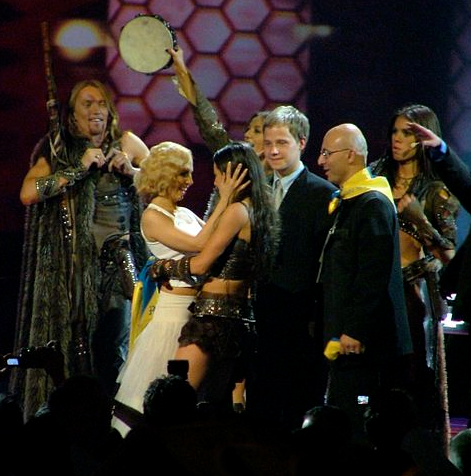
Ruslana a Sertab Erener na Eurovizi 2004, Istanbul, Turecko, 15. května 2004
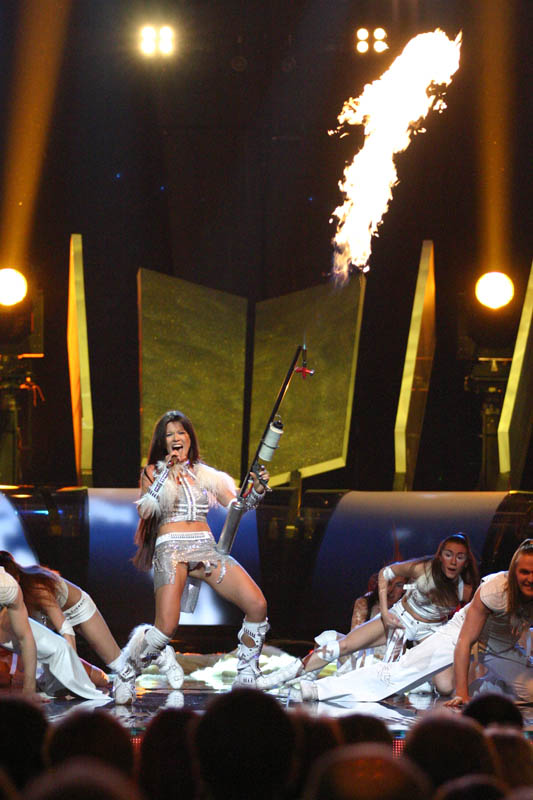
Ruslana zpívá Heart on Fire na Eurovizi 2005
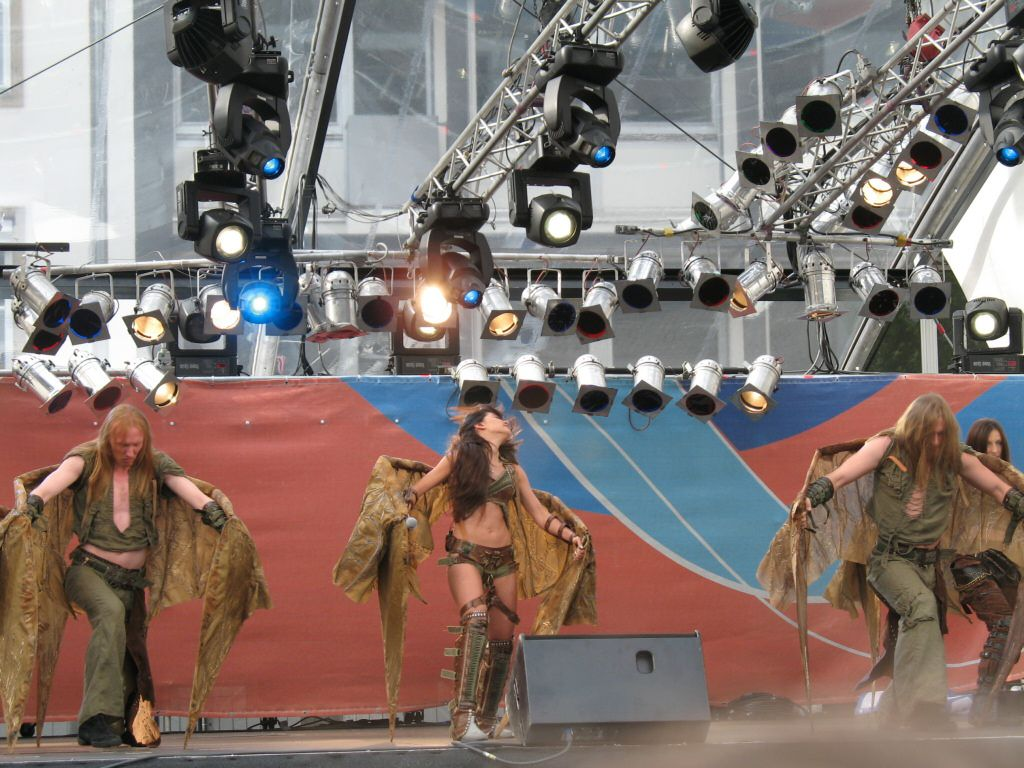
Ruslana na koncertě Wild Energy
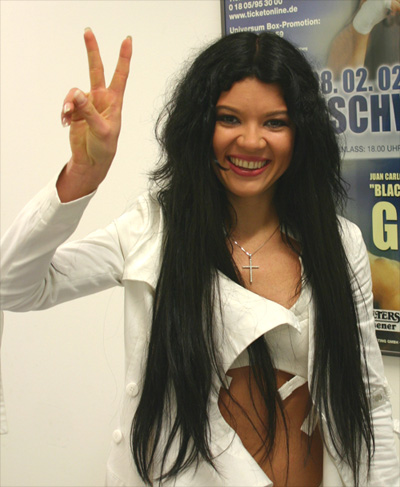
Ruslana v Braunschweigu, Německo, 7. května 2007
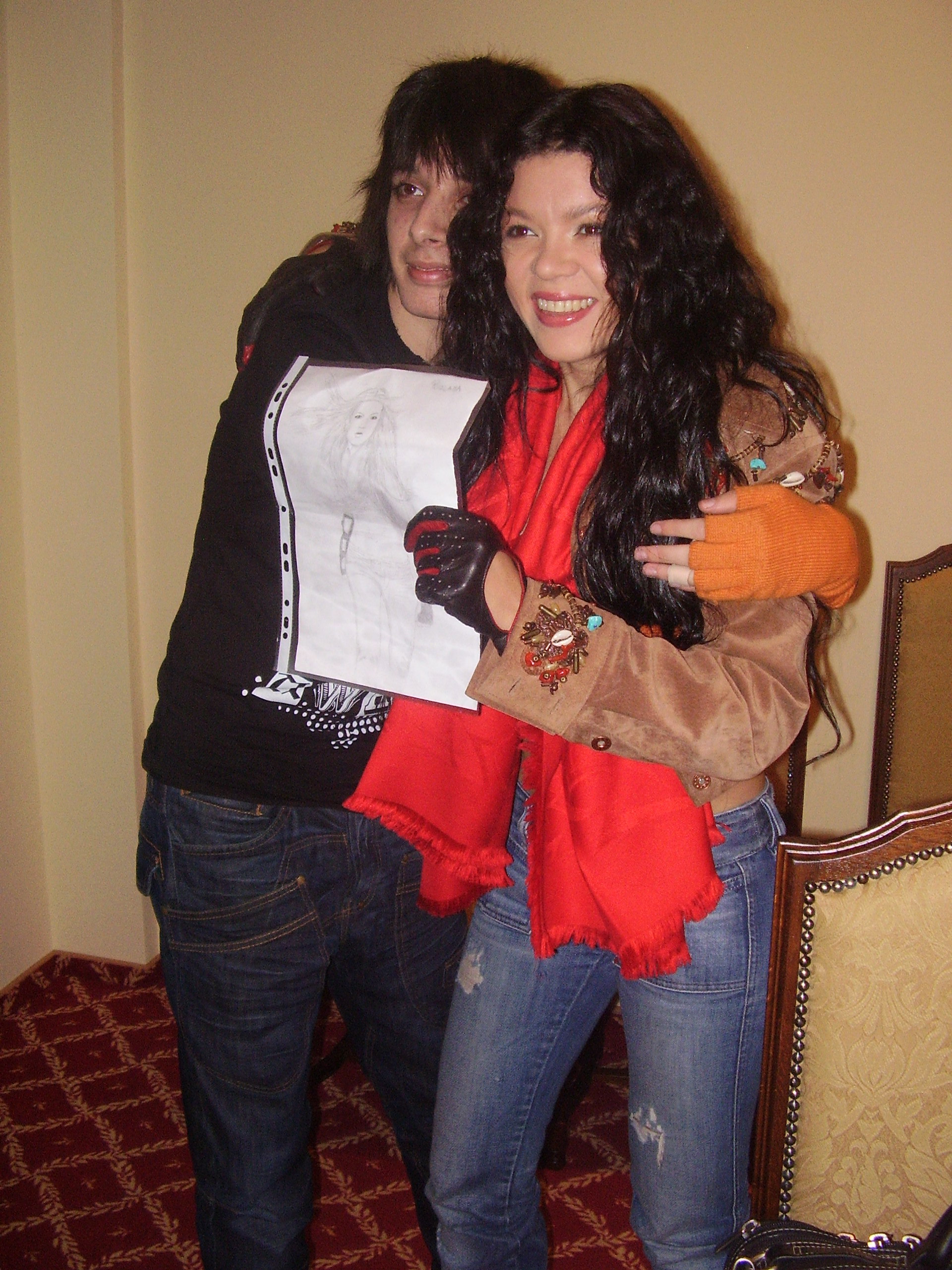
Ruslana v Craiova, Rumunsko
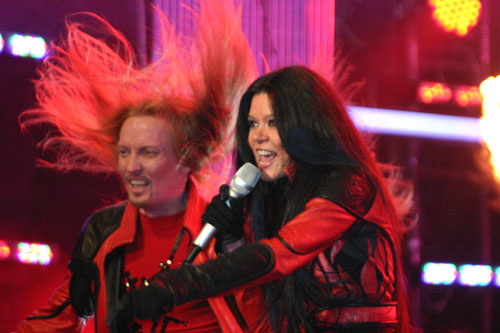
Ruslana v Hamburku, Německo, 6. března 2008
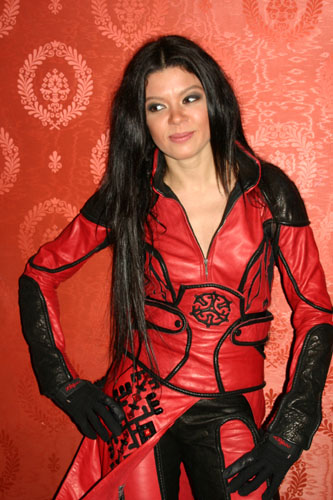
Ruslana v Hamburku, Německo, 6. března 2008
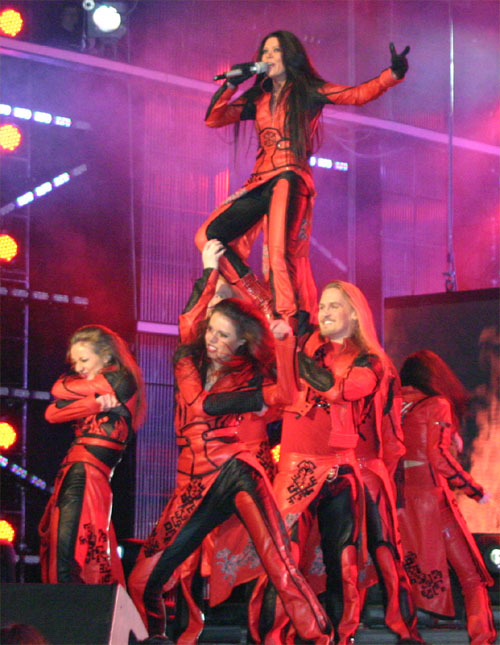
Ruslana v Hamburku, Německo, 6. března 2008
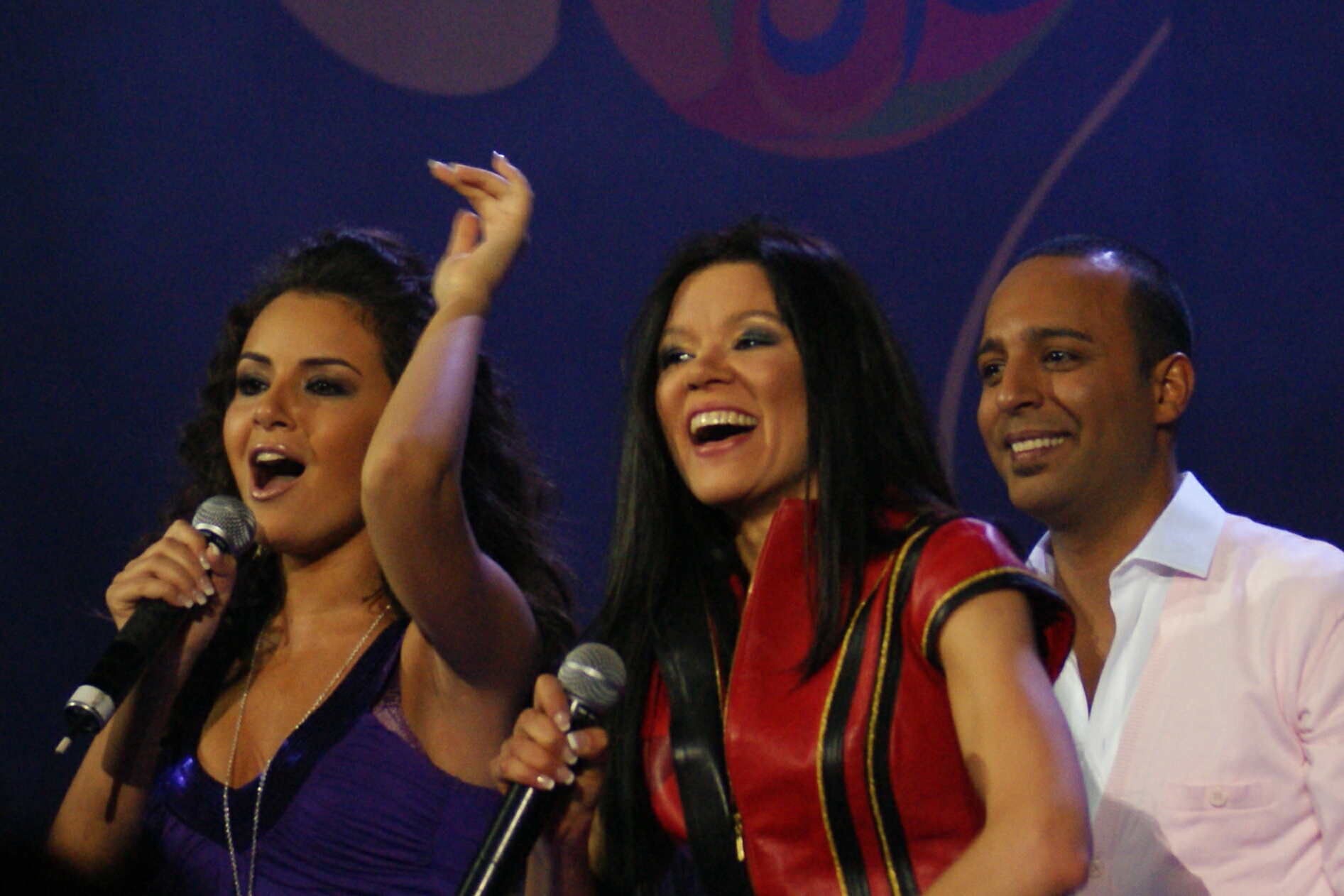
AySel, Ruslana a Arash
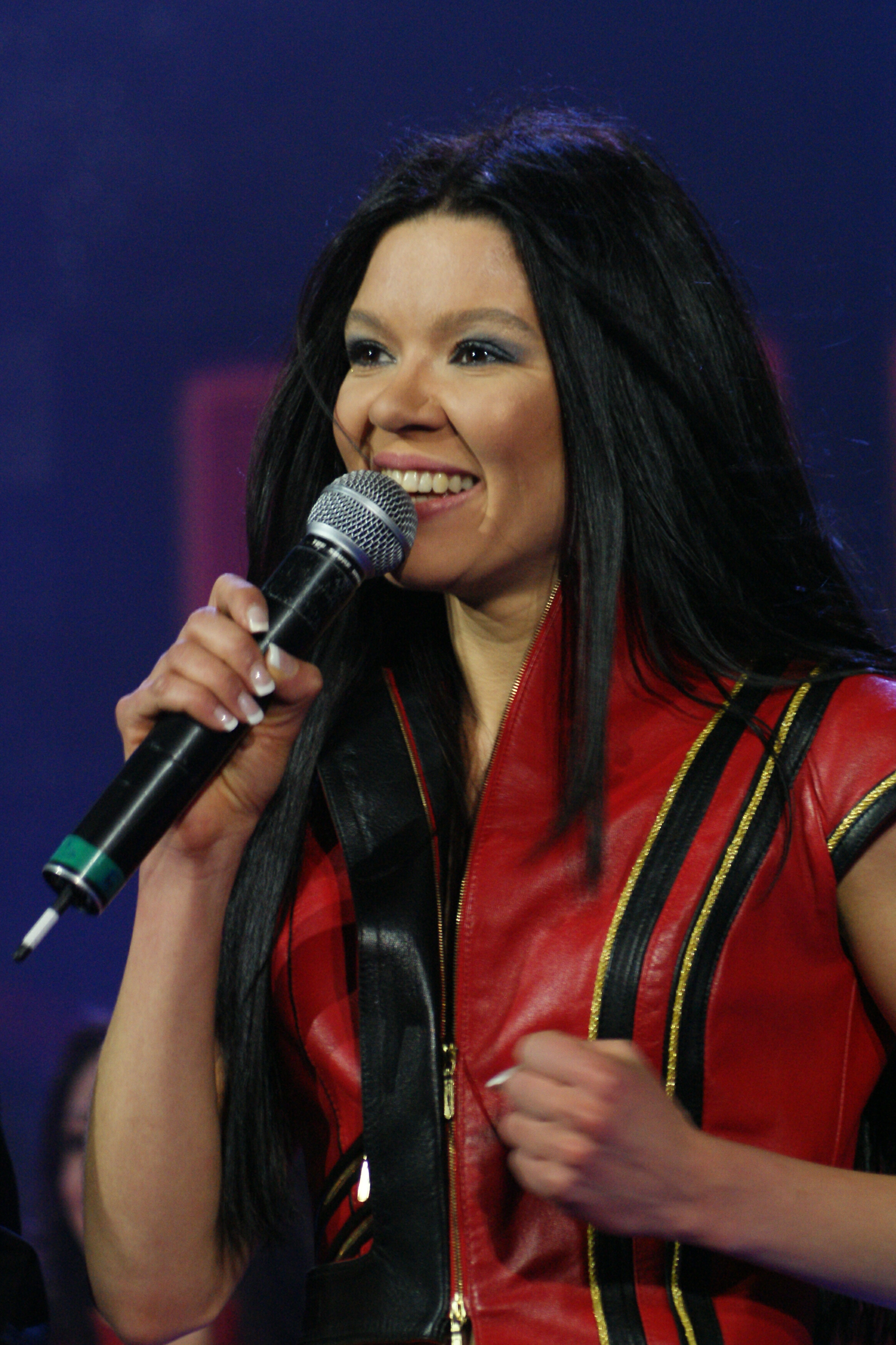
Ruslana na Eurovision Song Contest 2009